# Megatierra

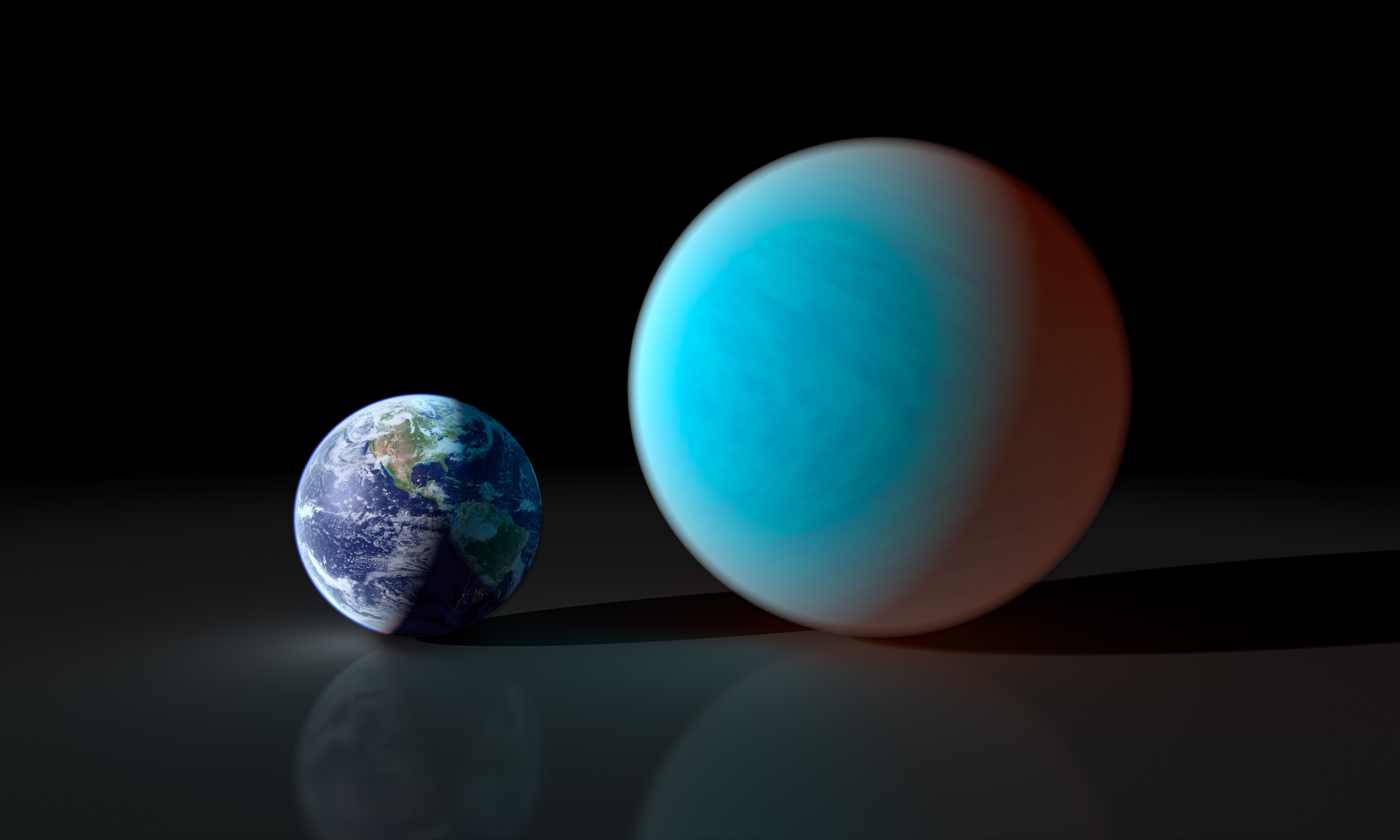
Impresión artística de 55 Cancri e, una posible megatierra, comparada con la Tierra.

El término megatierra ha sido propuesto para denominar aquellos planetas principalmente sólidos cuya masa excede las 10 masas terrestres que delimitan a las supertierras. Ningún planeta del sistema solar cumple con los requisitos para ser considerado una supertierra o una megatierra, ya que el mayor cuerpo telúrico es la propia Tierra. De este modo, las condiciones que pueden presentarse en esta clase de exoplanetas se infieren de los datos recogidos en las observaciones realizadas y son objeto de debate.

## Formación
Las hipótesis actuales de formación planetaria ofrecen distintos escenarios para el nacimiento de megatierras y de planetas de masa terrestre. Estos últimos, al igual que las supertierras, se desarrollan fundamentalmente por fenómenos de acreción.
Los planetas gaseosos pueden tener grandes núcleos sólidos, como ocurre con HD 149026 b, un planeta de la masa de Saturno cuyo radio representa 2/3 partes del de este, por lo que puede contener un núcleo de roca-hielo de 60 masas terrestres.
Las medidas efectuadas sobre Kepler-52b, Kepler-52c y Kepler-57b indican una masa máxima de entre 30-100 masas terrestres, aunque su masa real puede ser considerablemente inferior. Con un radio aproximado de unas dos veces el de la Tierra, deben tener densidades mayores que planetas de hierro del mismo tamaño. Orbitan muy cerca de sus estrellas, así que pueden ser núcleos remanentes (planetas ctónicos) de gigantes gaseosos o enanas marrones que han perdido sus capas de gas superficial.
Es posible que puedan formarse planetas sólidos con miles de veces la masa de la Tierra alrededor de estrellas masivas (tipos B y O de la secuencia principal, con entre 5 y 120 veces la masa del Sol), donde el disco protoplanetario tenga los suficientes elementos pesados. Estas estrellas emiten grandes cantidades de radiación ultravioleta y poseen fuertes vientos estelares, que pueden fotoevaporar el gas del disco dejando sólo los elementos más pesados. En comparación, la masa de Neptuno equivale a 17 masas terrestres, la de Júpiter a 318 y 13 masas jovianas equivalen, según la UAI, a 4000 M⊕.
La formación de planetas sólidos masivos también puede darse en sistemas binarios compuestos por una enana blanca y una estrella de neutrones, cuando la segunda absorbe material de la primera hasta convertirla en un objeto de masa planetaria, compuesto por un núcleo cristalizado de carbono y oxígeno. Es posible que PSR J1719-1438 b sea un planeta de estas características.

## Descubrimientos

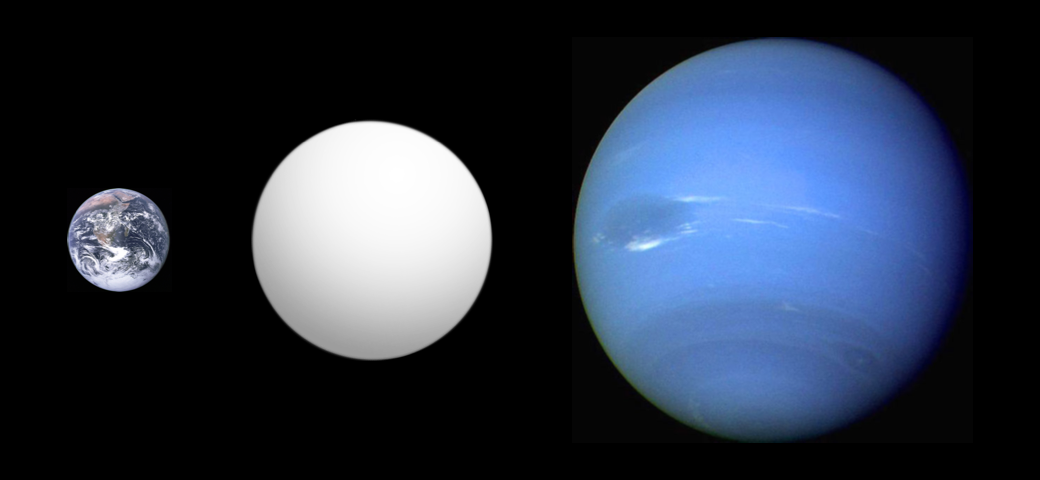
Comparación del tamaño de Kepler-10c con la Tierra y Neptuno.

En el año 2014, nuevas medidas del planeta Kepler-10c le otorgaron una masa aproximada a la de Neptuno, con una densidad mayor que la de la Tierra. Estos datos demostraron que posiblemente se trate de un cuerpo planetario compuesto principalmente de roca con una envoltura de agua sobre su superficie que suponga entre un 5-20 % de la masa total del planeta (en comparación, los océanos de la Tierra solo representan un 0,02 % del total de la masa planetaria). Se cree que Kepler-131b podría presentar unas condiciones similares, aunque su densidad no ha sido medida con la misma precisión. Los siguientes exoplanetas sólidos conocidos con mayor masa tienen la mitad que los anteriores, y son 55 Cancri e, WASP-47e y Kepler-20b.
En 2016 un equipo de astrónomos anunció que BD+20594b, un exoplaneta observado por el telescopio espacial Kepler y el espectrómetro HARPS de La Silla, podría tratarse de una nueva megatierra, quizá más grande que Kepler-10c.
Kepler-145 b es el planeta más masivo clasificado como Mega-Tierra, con una masa de 37,1 M ⊕ y un radio de 2,65 R ⊕, tan grande que podría pertenecer a una subcategoría de Mega-Tierra conocida como Planetas Terrestres Supermasivos (SMTP)
Es probable que tenga una composición similar a la de la Tierra de roca y hierro sin ningún elemento volátil. Una Mega-Tierra similar, K2-66 b, es aproximadamente 21,3 veces la masa y 2,49 veces el radio de la Tierra, y orbita una estrella subgigante. Su composición parece ser principalmente de roca con un pequeño núcleo de hierro y una atmósfera de vapor relativamente delgada.